# Antônio Salim Curiati
Antônio Salim Curiati (Avaré, 13 de febrero de 1928) es un médico y político brasileño. Fue diputado federal por el estado de São Paulo entre 1987 y 1991, diputado estadual en dos legislaturas de la Asamblea Legislativa entre 1967 y 1971 y 2015 y 2019 y alcalde de la ciudad de São Paulo entre 1982 y 1983.
Hijo de inmigrantes libaneses (Salim Antônio Curiati y Asma Ghabi Curiati), cursó sus estudios primarios en el Grupo Escolar “Matilde Vieira” en Avaré. Estudió en São Pauloen el Colegio Marista Arquidiocesano y en la Escuela Paulista de Medicina y en la Santa Casa de Misericórdia, donde se especializó en oftalmología y otorrinolaringología. Fue jefe del Centro de Salud Pública de Avaré por 13 años.
Fue elegido diputado estadual en São Paulo por primera vez en 1966 en una carrera que lo llevó a formar parte de 10 legislaturas siendo elegido igual número de veces hasta su última elección en el año 2014 para la 18° legislatura de los años 2015 al 2019. También fue diputado federal entre 1987 a 1991, durante la Asamblea constituyente que promulgó laCarta Magna de 1988.
Fue también alcalde de São Paulo entre el 14 de mayo de 1982 y el 14 de marzo de 1983. Sin votación directa, llegó al cargo mediante su nombramiento por parte del gobernador estadual Paulo Maluf, siendo conocido como el "Alcalde del Pueblo".
Además de todo esto, ocupó el cargo de Secretario Estadual de Promoción Social en el gobierno de Paulo Maluf entre 1979 y 1982, Secretario Municipal de la Familia y Bienestar Social entre 1993 y 1994 y Secretario Municipal de Asuntos Comunitarios entre 1995 y 1998. 